# (6146) Adamkrafft
(6146) Adamkrafft es un asteroide perteneciente al cinturón de asteroides, región del sistema solar que se encuentra entre las órbitas de Marte y Júpiter, descubierto el 30 de septiembre de 1973 por Cornelis Johannes van Houten en conjunto a su esposa también astrónoma Ingrid van Houten-Groeneveld y el astrónomo Tom Gehrels desde el Observatorio del Monte Palomar, Estados Unidos.

## Designación y nombre
Designado provisionalmente como 3262 T-2. Fue nombrado Adamkrafft en homenaje al escultor alemán Adam Krafft (también escrito Kraft), que vivía en Núremberg y sus alrededores. Sus obras más importantes se pueden ver en las iglesias de Sebaldus y Lorenz y en el museo de Núremberg.

## Características orbitales
Adamkrafft está situado a una distancia media del Sol de 2,313 ua, pudiendo alejarse hasta 2,925 ua y acercarse hasta 1,701 ua. Su excentricidad es 0,264 y la inclinación orbital 3,401 grados. Emplea 1285,54 días en completar una órbita alrededor del Sol.

## Características físicas
La magnitud absoluta de Adamkrafft es 13,7. Tiene 5,205 km de diámetro y su albedo se estima en 0,285. Está asignado al tipo espectral Sq según la clasificación SMASSII.